# Pałanka (obwód czerkaski)
Pałanka (ukr. Паланка) – wieś na Ukrainie, w obwodzie czerkaskim, w rejonie humańskim, siedziba hromady. W 2024 liczyła 1267 mieszkańców, spośród których 1267 wskazało jako ojczysty język ukraiński.